# SUSAT光學瞄準鏡

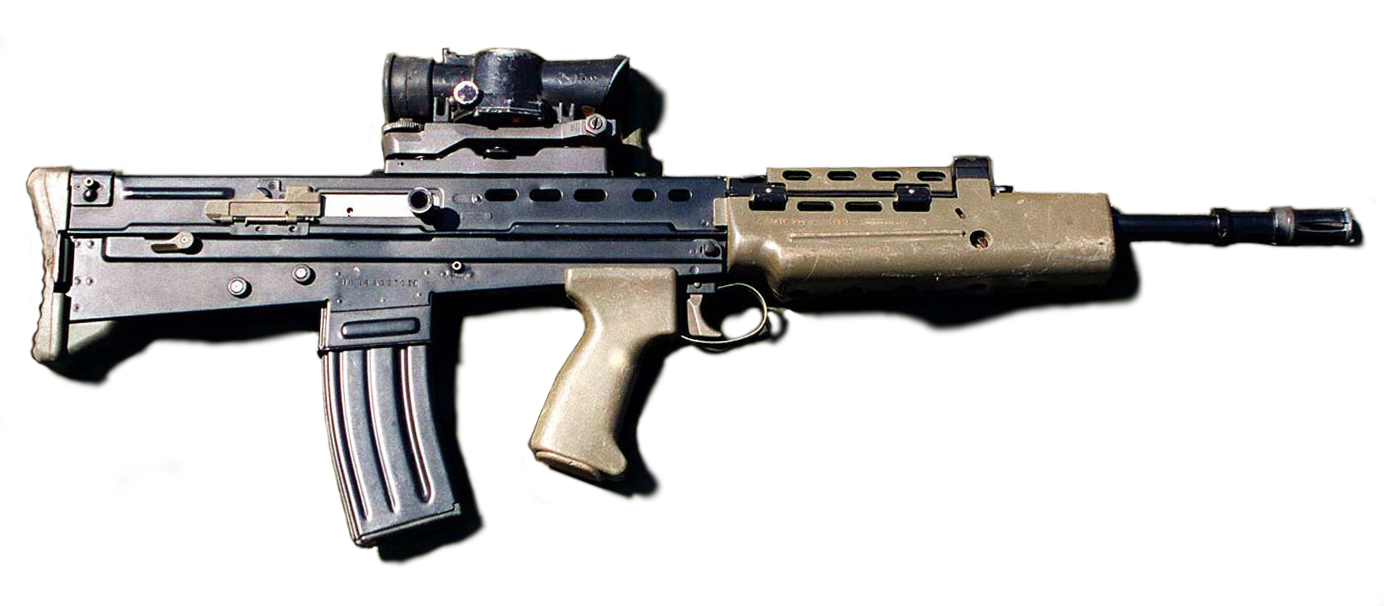
裝上SUSAT光學瞄準鏡的L85A1。

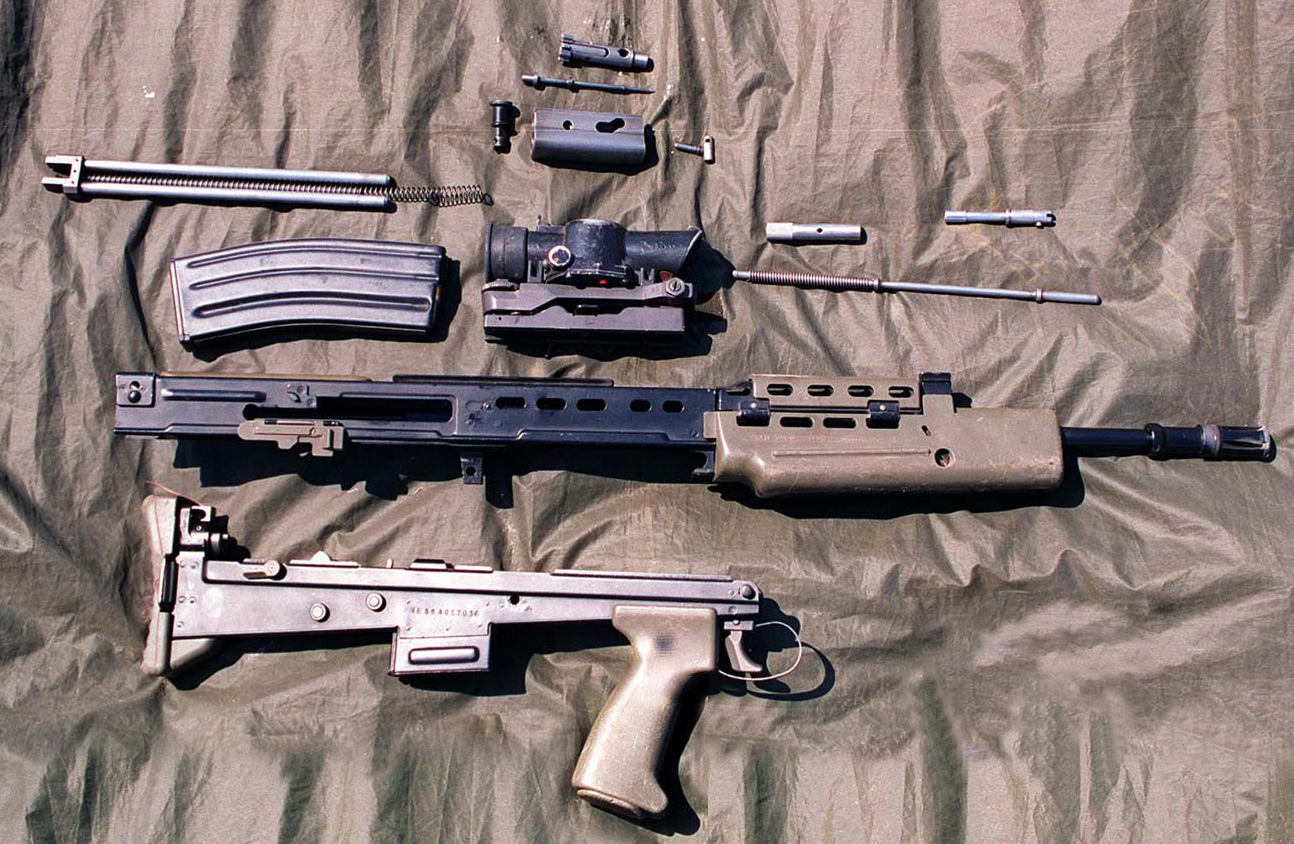
L85A1的大部拆分，當中包括SUSAT。

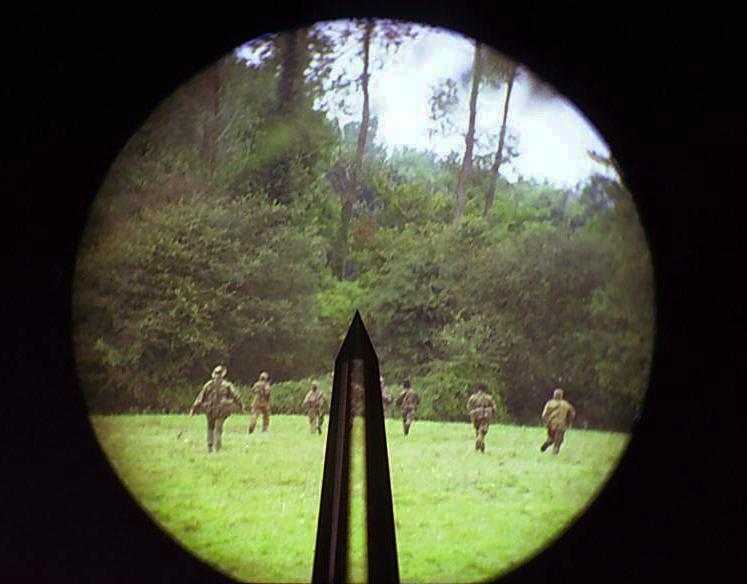
從SUSAT瞄准镜內部觀看，可以看出瞄準標線為柱狀和金字塔型頂端的設計。

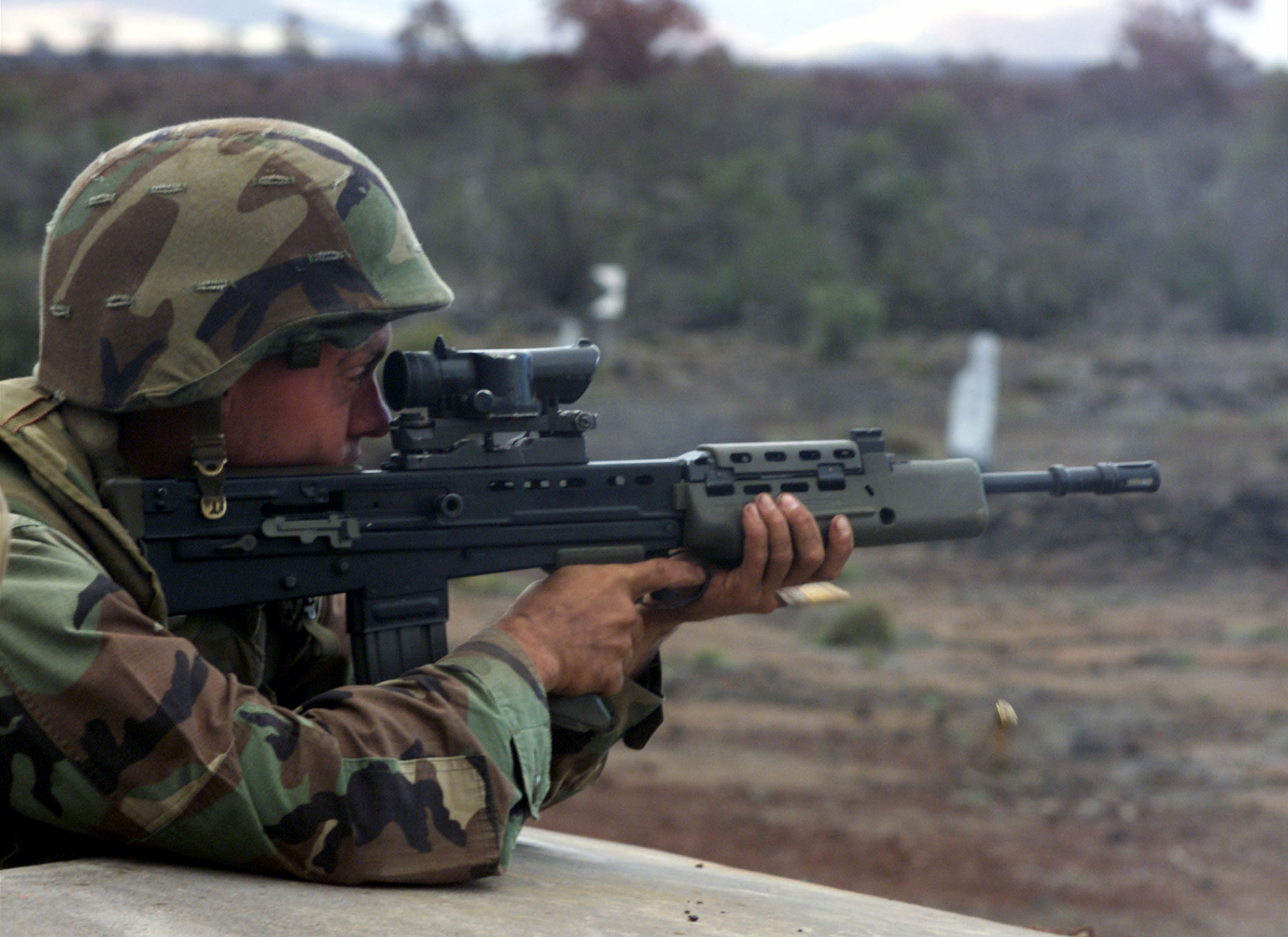
使用裝上SUSAT光學瞄準鏡的L85A1瞄準射擊的美軍士兵。

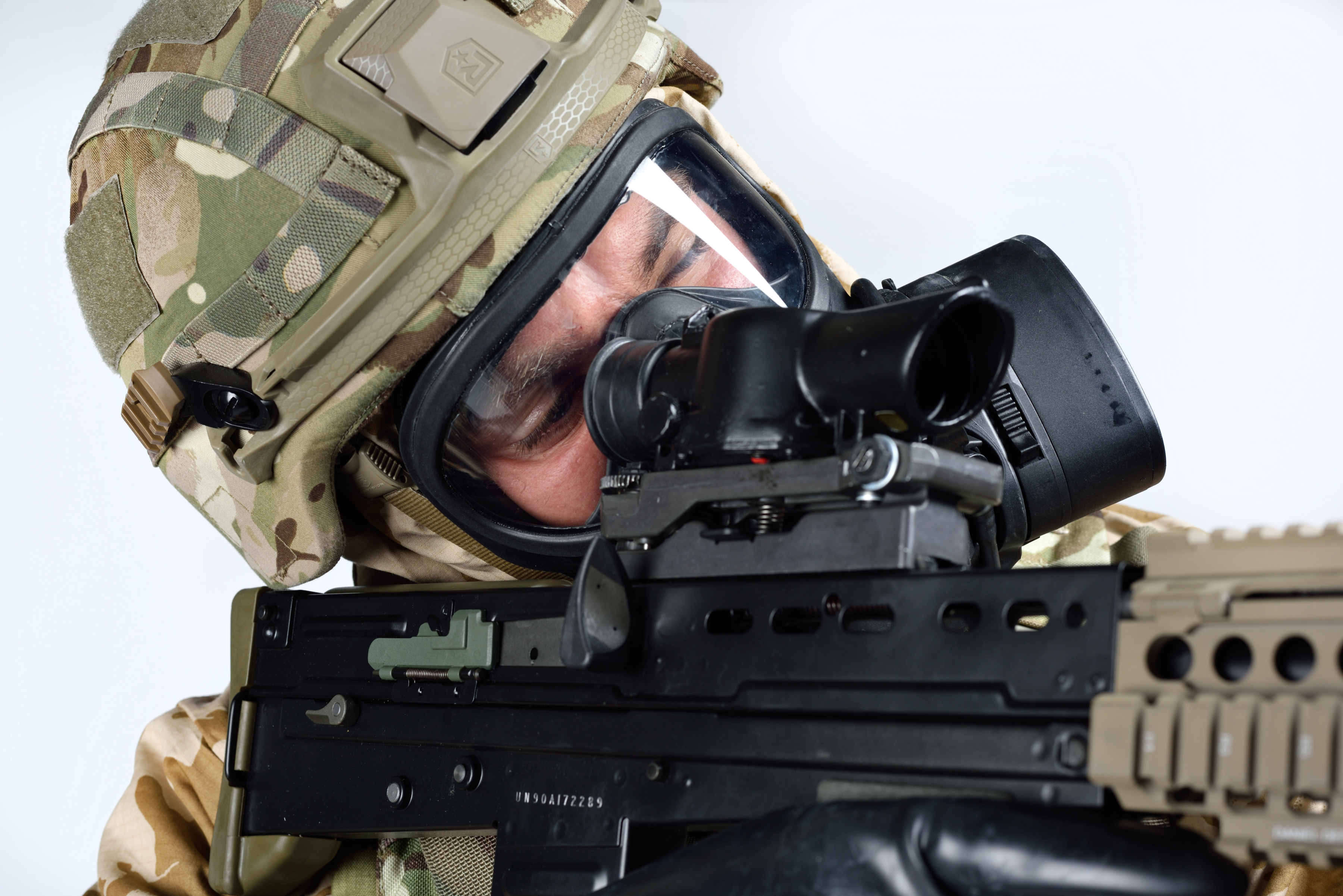
裝上SUSAT光學瞄準鏡的L85A2。

SUSAT（英語：Sight Unit Small Arms, Trilux，意為：由Trilux生產的輕武器瞄準裝置）是一款4倍的放大倍率的快拆式（英文：Quick-detachable）光学瞄准镜，在黃昏和黎明時段，可以使用內置的氚管作供電照明。該光學瞄準鏡在現在的英國軍隊之中的全稱為SUSAT L9A1。該光學瞄準鏡的設計並不是作為狙擊手專用的瞄準具，而是要安裝在各款步槍上，而英國軍隊亦期望被所有的步兵使用。類似這款光學瞄準鏡的是美国Trijicon公司的ACOG光學瞄準鏡和加拿大ELCAN光學技術公司的C79光學瞄準鏡。

## 使用
SUSAT光學瞄準鏡在英國軍隊之中是SA80系列武器、L108和L110（傘兵型）輕機槍的主要瞄準裝置裝置系統。除了英國，它亦被喀麥隆、阿曼、西班牙和瑞典军队所採用，尤其是在突击步枪，例如瑞典的Ak 5B和西班牙CETME LV型步槍。
一款類似SUSAT的光學瞄準鏡被稱為Trilux SUIT L2A2，被應用於L1A1 SLR（英制式的FN FAL）、L7通用機槍（英軍的FN MAG）以上。
目前英軍的SUSAT瞄準鏡已被ACOG光學瞄準鏡所取代。

## 標線
SUSAT光學瞄準鏡的標線的設計相比起其他光學瞄準鏡而言並不尋常。SUSAT並非採用傳統十字交會準星的分化（即是要目標和十字交會準星的標線相交），SUSAT光學瞄準鏡內部的底部邊緣裝有一個方尖碑形的瞄準標線。這款標線的種類，有時被稱為“德國杆”（German Post）。這設計可以捕捉遠距離和前景上的目標。在低光度條件以下，該標線是以氚光照明以協助瞄準目標。由於放射性衰變，因此它會逐漸地失去了它原來的亮度，亦因此放射性氚光源要每隔8—12年更換一次。另外，SUSAT光學瞄準鏡在頂部裝上了整合式機械瞄具，當瞄具損壞時仍然可作為緊急備用的瞄具。

## 生產
SUSAT光學瞄準鏡的外殼是從铝體經過壓力壓鑄成為單件，而光學瞄準鏡內部的接目鏡包括協助瞄準目標的透镜和適合大小的稜鏡配件。
SUSAT光學瞄準鏡是由英國皇家武裝研究及發展機構（英語：Fort Halstead，簡稱：RARDE）所研發，並且由美国科學儀器（英語：Scientific Instruments）和阿威莫有限公司（英語：Avimo Ltd.）所生產；目前後者已經易名為英國泰勒斯公司（英語：Thales UK）。

## 光學規格和尺寸
- 外形尺寸（長×寬×高）：145×60×55毫米（5.71×2.36×2.17英寸）
- 重量：417克（0.92磅）
- 放大倍率：4倍
- 視角：10°（177密耳）
- 入瞳直徑：25.5毫米（1英吋）
- 出瞳直徑：6毫米（0.24英吋）
- 出瞳距離：25毫米（0.98英吋）
- 光透性：＞80℅
- 光亮照明模式：玻璃安瓿內的紅氚
- 光照強度：可調
- 氚安瓿壽命：8—12年
- 焦點：-0.75—-1.25屈光度
- 操作溫度：-46—+71°C
- 射程設置：（在100公尺的間隔）100〜600公尺（L9A1 SUSAT）或300〜800公尺（L12A1 SUSAT）
- 國家庫藏編號（National Stock Number，NSN；後來NSN之意被改稱為）：1240-99-967-0947（L12A1 SUSAT，由Trilux生產的輕武器瞄準裝置）

## 流行文化
SUSAT光學瞄準鏡也出現在許多的媒體當中，包括：

### 電視劇
- 2002年—《螢火蟲》：安裝在L85A1上。
- 2004年—：安裝在L85A1上。
- 2010年—：安裝在英軍的L85A2上。

### 電子遊戲
- 2005年—：為武器L85A1的專用光學瞄準鏡。
- 2007年—：為武器L85A2的專用光學瞄準鏡。
- 2007年—：為武器L85A1和LR-300的光學瞄準鏡。
- 2008年—：為武器L85A1和LR-300的光學瞄準鏡。
- 2009年—及重製版：作為武器L86 LSW的可用光學瞄準鏡之一，取代了ACOG光學瞄準鏡的地位。
- 2010年—：作為武器Enfield及L96A1的可用光學瞄準鏡之一，取代了ACOG光學瞄準鏡的地位。
- 2011年—：作為武器L86 LSW的可用光學瞄準鏡之一，只限於單人遊戲模式之使用。
- 2015年—《战术小队》：
  - 作为英军的标准制式瞄具，装备在L85A2突击步枪及L86A1 LSW上。
  - 英军小队长装备第二栏，使用的即为L85A2突击步枪+SUSAT瞄准镜+前握把+曳光弹的配置。
  - 英军阵营装备选择栏中，位于第二栏的“精确射手”装备中，使用的是加装了SUSAT瞄具的L86A1 LSW作为主武器。
  - 英军阵营医疗兵装备第一栏，使用的是加装的SUSAT瞄具的L85A2突击步枪。
  - 英军阵营轻型反坦克兵第一栏，使用的是加装SUSAT瞄具的L85A2突击步枪。

### 动漫
- 2001年—《厄夜怪客》：安裝在L85A1上。
- 2012年—《槍械少女！！》：安裝在L85A1上。

## 外部連結
- （英文）—United Scientific Instruments（页面存档备份，存于）—官方網站
- （英文）—Similar view of SUSAT sight（页面存档备份，存于）
- （英文）—SIGHT UNIT SMALL ARMS TRILUX (SUSAT)（页面存档备份，存于）